# Rodrigo Enríquez
Rodrigo Enríquez (c. 1400 - 2 de febrero de 1465) fue un noble y eclesiástico castellano de la familia Enríquez. Fue hijo de Alfonso Enríquez, almirante de Castilla y señor de Medina de Rioseco, y llegó a ser, además de «protegido» de su pariente, el rey Juan II de Castilla, arcediano de Toro, arcediano de Valdemuriel en la diócesis de León, tesorero de Astorga y deán de la catedral de Palencia, donde aún se conserva su sepulcro en la actualidad. Y el eclesiástico e historiador Santiago Francia Lorenzo señaló que fue uno de los más «prestigiosos» deanes del siglo XV de la catedral palentina.
Fue bisnieto del rey Alfonso XI de Castilla.

## Orígenes familiares
A pesar de que en el testamento de Juana de Mendoza, que era la esposa del almirante Alfonso Enríquez, esta dama se refería explícitamente al arcediano Rodrigo Enríquez como a su hijo y le legaba diversos bienes, la mayoría de los historiadores modernos afirman que fue hijo ilegítimo de dicho individuo e hijastro y no hijo de esa dama, aunque otros afirman simplemente que «lo más probable» es que la versión anterior sea la correcta, y otros insisten en señalar que fue hijo legítimo de ambos, basándose en lo ya mencionado sobre el testamento de Juana de Mendoza. No obstante, otros historiadores afirmaron en el siglo XX que en realidad pudo haber sido hijo tanto de Alfonso Enríquez como de su hijo y heredero, el también almirante Fadrique Enríquez, aunque señalan que, debido a las cronologías de sus vidas, «lo más probable» es que fuera hijo del primero.
Además, era nieto por parte paterna de Fadrique Alfonso de Castilla, que fue hijo ilegítimo de Alfonso XI y de Leonor de Guzmán y maestre de la Orden de Santiago, y de una dama de nombre desconocido, y en caso de que hubiera sido hijo de Juana de Mendoza, sus abuelos maternos habrían sido Pedro González de Mendoza, señor de Hita y Buitrago y mayordomo mayor del rey Juan I de Castilla, y Aldonza de Ayala. Y también habría sido hermano o hermanastro, entre otros muchos, de Fadrique Enríquez, almirante de Castilla y mencionado anteriormente, de Enrique Enríquez de Mendoza, conde de Alba de Liste, de Juan Enríquez, que era hijo ilegítimo de su padre y tomó parte en algunas operaciones navales contra los musulmanes, y de fray Juan Enríquez, que fue obispo de Lugo y ministro provincial franciscano de la provincia de Castilla.
Y conviene señalar que también era pariente lejano de tres prelados que eran tataranietos del rey Alfonso XI de Castilla, siendo uno de ellos Pedro Enríquez, que fue obispo de Mondoñedo, otro García Enríquez Osorio, que fue obispo de Oviedo y arzobispo de Sevilla, y el último Alonso Enríquez de Mendoza, que fue obispo de Coria.

## Biografía

### Juventud

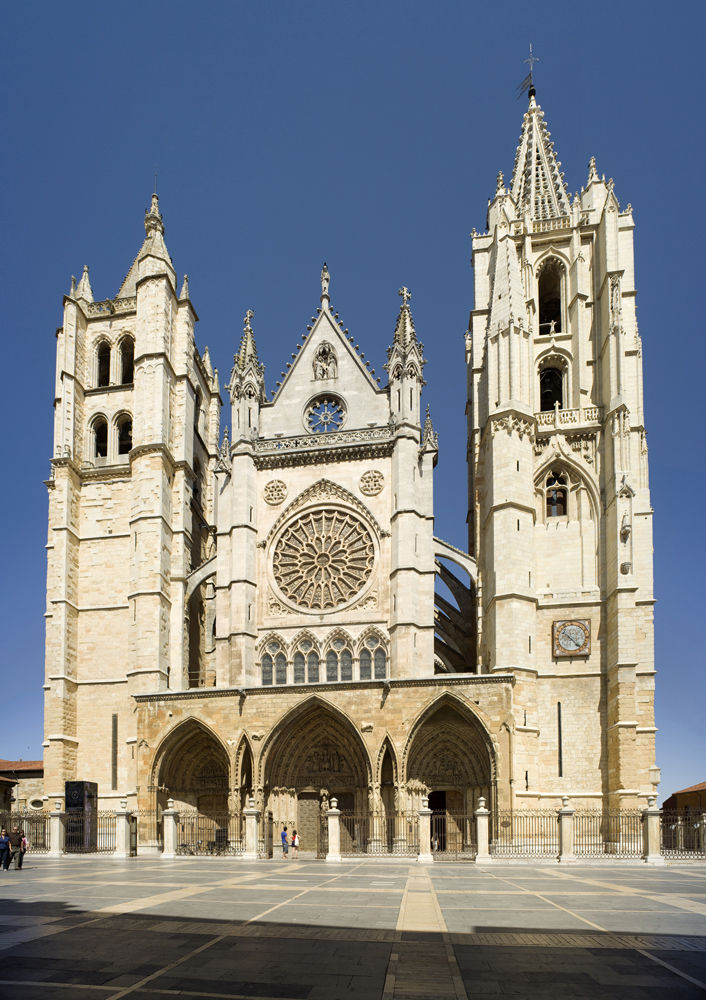
Fachada principal de la catedral de León.

Se desconoce su fecha de nacimiento. Su padre, el almirante Alfonso Enríquez, fue miembro del Consejo Real, adelantado mayor de León desde 1402, y almirante de Castilla desde 1405, y a lo largo de su vida acumuló, entre otros, los señoríos de Medina de Rioseco, Aguilar de Campos, Torrelobatón, Bolaños de Campos, Villabrágima y Palenzuela, y conviene señalar que la familia Enríquez, que estaba emparentada directamente con la realeza castellana, tenía la mayor parte de su patrimonio en tierras de la actual provincia de Valladolid.
En mayo de 1412 el papa Benedicto XIII nombró a Rodrigo Enríquez arcediano de Valdemuriel, que corresponde a la diócesis de León, y el historiador Óscar Villarroel González señaló que era frecuente en la época que los miembros de las familias poderosas del reino, como en el caso de los Enríquez, solicitaran para sus familiares este tipo de cargos y beneficios. Y hay constancia de que ese mismo año, siendo ya canónigo de la catedral de Palencia, Rodrigo Enríquez fue a estudiar, por orden del cabildo palentino, a la Universidad de Salamanca a fin de ampliar sus conocimientos, ya que en 1412 se había establecido que a los canónigos palentinos que desearan estudiar en alguna universidad se les daría la mitad de su prebenda para que pudieran costear los gastos necesarios. Y de ese modo a algunos miembros del cabildo como Rodrigo Enríquez, Juan Rodríguez de Castro, y Juan Fernández de Bertavillo se les ordenó en dicho año que permanecieran estudiando en Salamanca durante siete años.
El 24 de octubre de 1436, según consta en un documento del archivo de la catedral de Palencia, Rodrigo Enríquez, que en esos momentos era arcediano de Valdemuriel en la diócesis de León, canónigo de la catedral de Palencia, y tesorero de Astorga, pronunció una sentencia favorable al cabildo catedralicio palentino en el pleito que éste mantenía con el clérigo y bachiller Alfonso Ramírez, que reclamaba cierto préstamo concerniente a la iglesia del municipio de Palacios.

### Conflictos con los franciscanos de Palencia

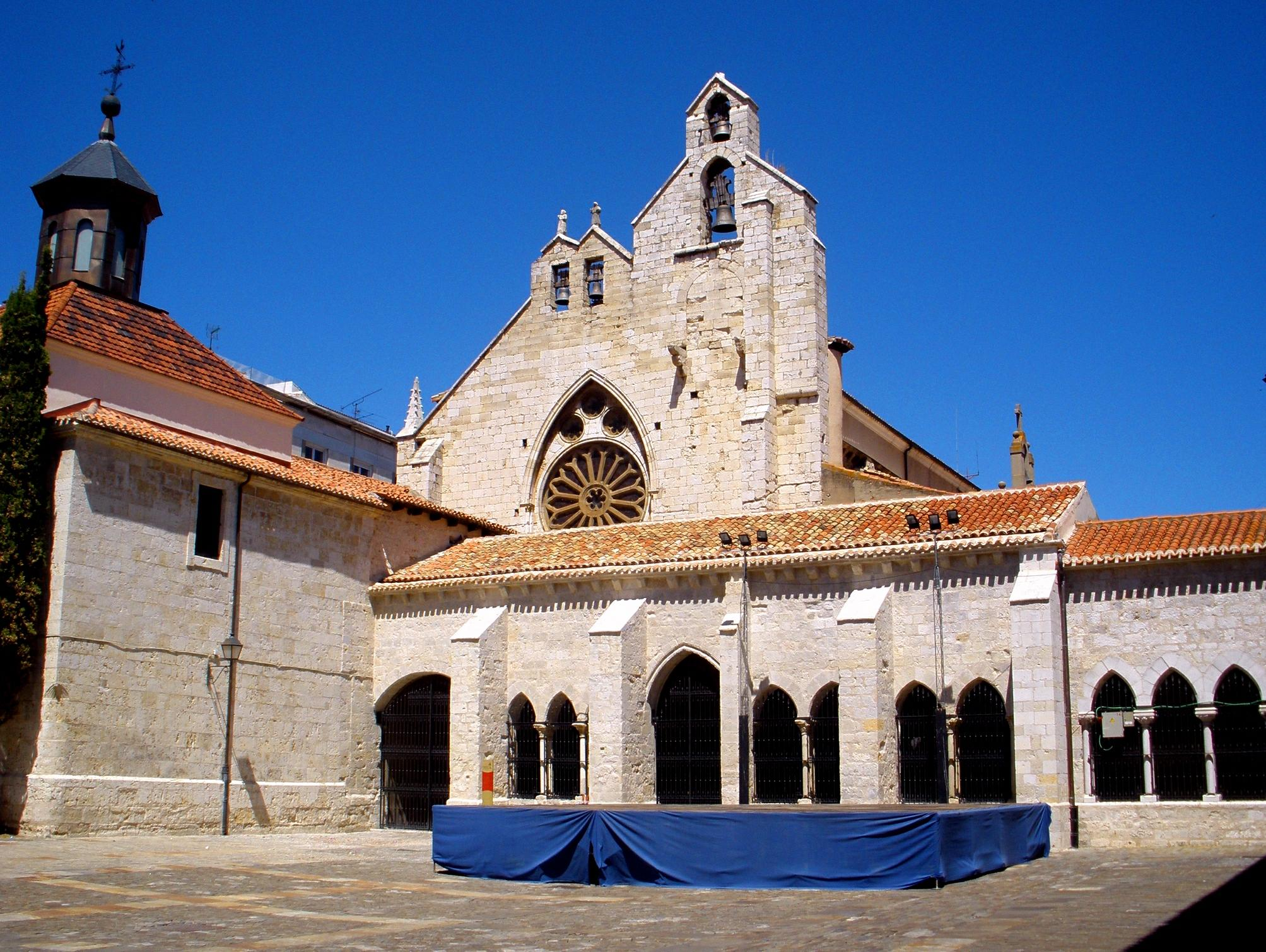
Fachada principal de la iglesia de San Francisco de Palencia.

El 20 de enero de 1444 fue leída una carta del rey Juan II de Castilla ante los miembros del concejo de la ciudad de Palencia en la que el monarca ordenaba que los franciscanos conventuales del convento de San Francisco de dicha ciudad fueran desalojados del mismo, y la tarea de cumplir esa orden fue confiada a Rodrigo Enríquez, que la aceptó y se apresuró a ponerla en práctica. Y el historiador Francisco Javier Rojo Alique subrayó el hecho de que el rey Juan II y los destacados nobles Diego Manrique, que era el adelantado mayor de León, y el almirante Fadrique Enríquez, estaban decididos a poner fin a la resistencia de los «franciscanos conventuales en Palencia», y por ello dicho autor afirmó que el almirante Fadrique, que era hermano o hermanastro del arcediano Rodrigo Enríquez, pudo haber depositado su confianza en este último para poder concluir esa misión. Y Rojo Alique también subrayó el hecho de que la familia Enríquez, que estaba fuertemente asentada en Palencia y poseía el patronato de la capilla mayor del monasterio de Santa Clara de dicha ciudad, donde estaban sepultados el almirante Alfonso Enríquez y Juana de Mendoza, tal vez deseara también «extender su influencia» al convento de San Francisco de la misma, que siempre había sido un lugar protegido por la Corona castellana y por algunos miembros de la familia real.

Y el 27 de enero de 1444, Rodrigo Enríquez se personó en el palacio de Capillas, que era el lugar donde frecuentemente se reunían los componentes del concejo de Palencia, y conminó, en palabras de Rojo Alique y según consta en uno de los Libro de Acuerdos de dicho organismo de aquella época, «a los alcaldes y regidores de la ciudad y a varias decenas de representantes del común que se habían dado cita allí a que le acompañasen, en nombre del rey, a expulsar de la ciudad a los frailes claustrales». Además, Rodrigo manifestó que estaba dispuesto a acompañarles personalmente a cumplir las órdenes del rey, pero al mismo tiempo prefería y «deseaba» que fueran los regidores y alcaldes de la ciudad los que cumplieran la disposición real sobre los franciscanos conventuales. Y al día siguiente, el 28 de enero de 1444, un crecido número de personas acudió ante los alcaldes y los regidores de la ciudad y ante Rodrigo Enríquez para expulsar a los conventuales de San Francisco, y todos ellos, incluyendo al arcediano fueron al convento y los sacaron de allí «a golpes», aunque los monjes se refugiaron rápidamente en la iglesia de San Miguel de Palencia y fueron también desalojados de allí de modo virulento y llegando incluso al «derramamiento de sangre», y cuando el convento de San Francisco quedó vacío el arcediano Rodrigo Enríquez procedió a instalar en él a los franciscanos observantes. Sin embargo, el historiador Rojo Alique señaló que:

El escándalo que desencadenó esta forma de actuar fue mayúsculo. El obispo de Palencia, don Pedro de Castilla, llevó muy a mal lo ocurrido, sobre todo porque en las refriegas, que tuvieron lugar en la iglesia de San Miguel, se había llegado al derramamiento de sangre. Por tal motivo, el prelado palentino decretó la execración de dicho templo y puso en entredicho a la ciudad mientras residiesen en ella el arcediano de Toro y sus seguidores. Por su parte, el ministro provincial y otros superiores de la provincia franciscana de Castilla, a la que pertenecía el convento palentino, y asimismo el ministro general de la Orden enviaron cartas a los frailes observantes instalados en San Francisco de Palencia, instándoles a que devolvieran la casa a los conventuales, bajo la amenaza

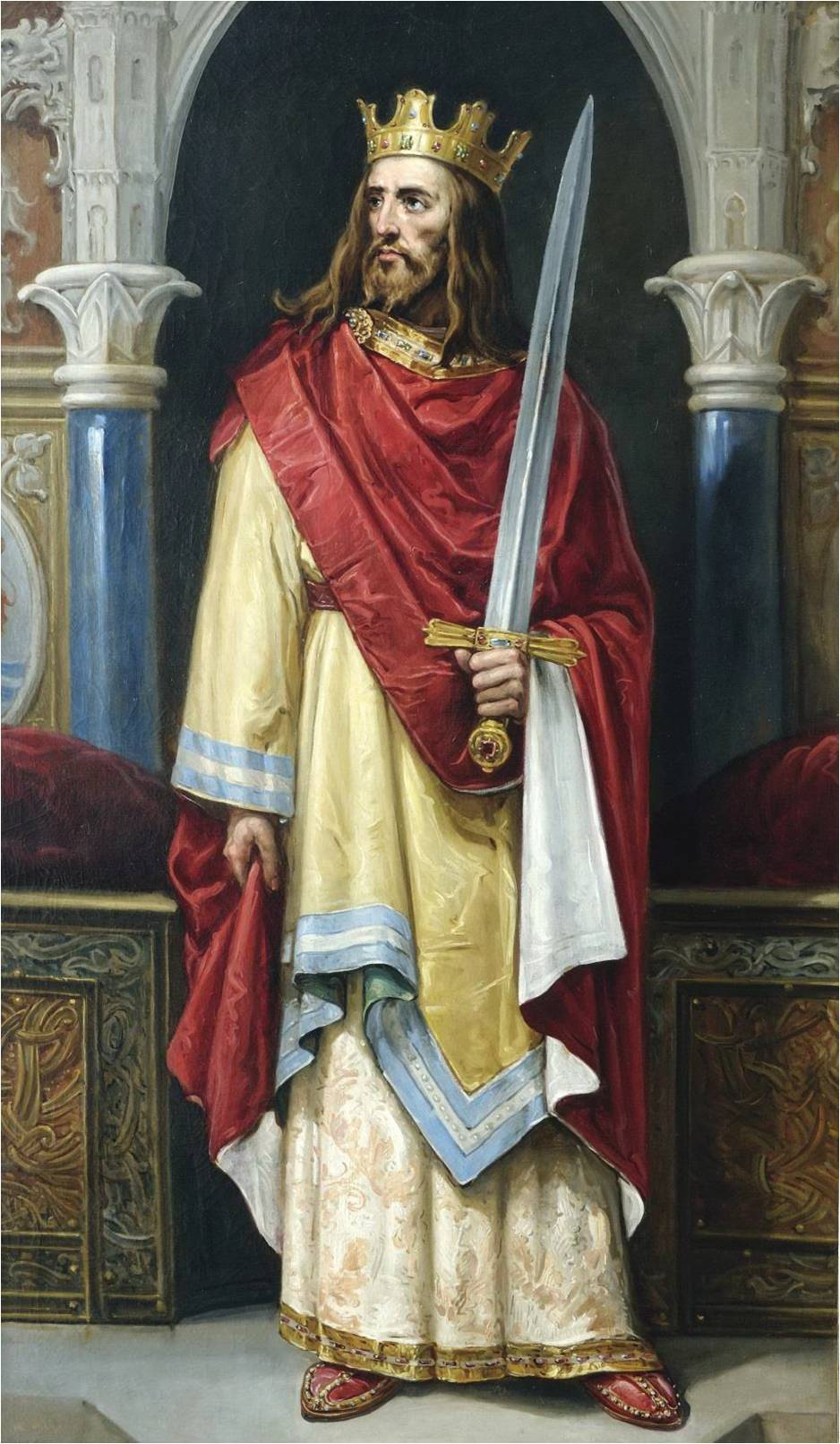
Retrato imaginario del rey Juan II de Castilla. José María Rodríguez de Losada. (Ayuntamiento de León).

de excomunión y otras penas y censuras eclesiásticas. Los observantes no sólo no obedecieron a los ministros, sino que decidieron apelar al papa Eugenio IV, que sabían que era favorable a su movimiento de reforma. Los prelados de la Orden cumplieron entonces sus amenazas y excomulgaron al guardián fray Lope, a los demás frailes observantes y a quienes les habían ayudado a expulsar a los frailes claustrales, y pusieron en entredicho el convento.

Sin embargo, el 20 de junio de 1444 el papa Eugenio IV absolvió a los frailes observantes del convento de San Francisco de Palencia y a todos los que les ayudaron a tomar posesión de su convento de todas las «censuras e irregularidades» que hubieran podido cometer, y ordenó al obispo de Palencia, Pedro de Castilla, que era nieto del rey Pedro I de Castilla y enemigo de los observantes, que levantase el entredicho que había lanzado sobre la ciudad de Palencia a condición de que el arcediano Rodrigo Enríquez y sus partidarios «dieran satisfacción por los abusos cometidos».
Tras el triunfo del condestable Álvaro de Luna y la derrota de los infantes de Aragón y sus partidarios, entre los que figuraba el almirante Fadrique Enríquez, en la batalla de Olmedo, que se libró en 1445, los conventuales se instalaron nuevamente en el convento de San Francisco de Palencia, la ciudad volvió, como señaló Rojo Alique, «poco a poco a la normalidad», las excomuniones o entredichos que pesaban sobre los observantes y los habitantes de Palencia fueron levantadas, y solamente el arcediano Rodrigo Enríquez y los que lo secundaron continuaron excomulgados, ya que aún no habían «dado satisfacción» o respondido por los delitos y excesos cometidos cuando asaltaron el convento de San Francisco y profanaron la iglesia de San Miguel de Palencia al derramar sangre en ella.
Pero a principios de 1446 el arzobispo de Sevilla, García Enríquez Osorio, que era pariente lejano del arcediano Rodrigo Enríquez y del almirante Fadrique Enríquez, levantó la excomunión que pesaba sobre Rodrigo y los que le ayudaron a desalojar a los conventuales del convento de San Francisco de Palencia. Y el obispo de esta última ciudad, Pedro de Castilla, no solamente obedeció la orden del arzobispo de Sevilla, sino que varios meses después, el 6 de abril de 1446, suspendió la obligación que había contraído Rodrigo Enríquez de entregar una joya a la iglesia de San Miguel de Palencia por haber expulsado de allí violentamente a los conventuales franciscanos que se refugiaron allí.

### Últimos años y muerte

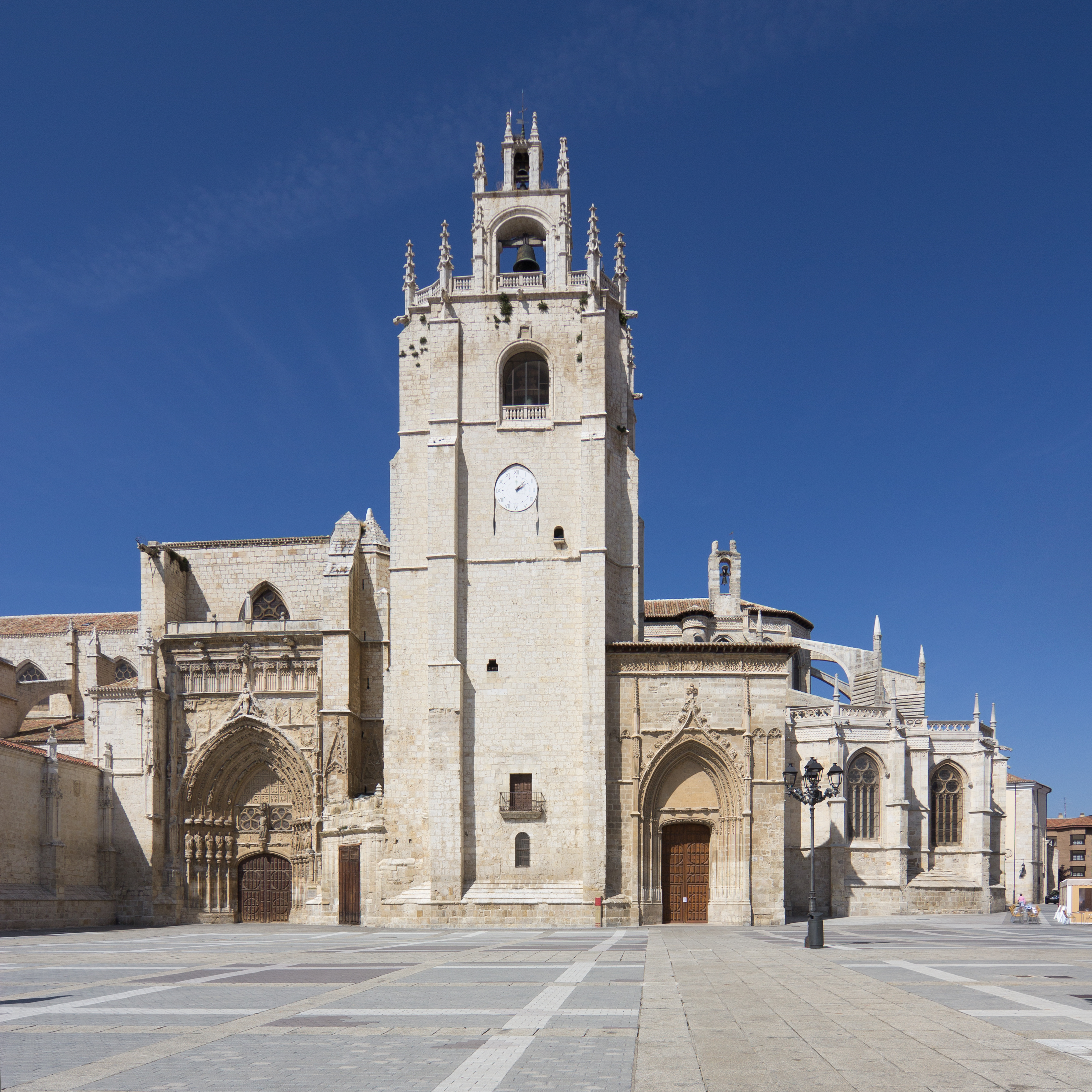
Fachada principal de la catedral de Palencia, donde fue sepultado el deán Rodrigo Enríquez.

El eclesiástico e historiador Santiago Francia Lorenzo señaló que cabe la posibilidad de que en la década de 1460 el conde Rodrigo Manrique, que posteriormente llegaría a ser maestre de la Orden de Santiago, hubiera intentado influir sobre Rodrigo Enríquez, que en esos momentos ya era deán de la catedral de Palencia, o sobre Álvaro de Luna, que era el arcediano de Carrión, para que le concedieran una canonjía al célebre poeta Jorge Manrique, que era hijo del conde Rodrigo y que quedaría vacante el 1 de octubre de 1462. Y en un documento del día 25 de noviembre de este último año, donde figuran los nombres de todos los miembros del cabildo de la catedral de Palencia, el nombre del deán Rodrigo Enríquez encabeza la lista junto con el también deán Lope de Villada.
En un documento del archivo de la catedral de Palencia consta que el deán Rodrigo Enríquez y el obispo de Palencia, Pedro de Castilla emitieron una sentencia en fecha desconocida para resolver ciertas diferencias entre los nobles de la ciudad, divididos en caballeros, escuderos e hidalgos, y los plebeyos o pecheros de la misma, y el eclesiástico e historiador Santiago Francia Lorenzo señaló que Rodrigo Enríquez fue uno de los más destacados deanes de la catedral de Palencia en el siglo XV, al igual que Gonzalo Zapata, y también que dio un gran impulso en la década de 1440, al igual que haría el deán mencionado anteriormente en la década de 1480, a las obras de dicho templo.
Antes de morir, y al igual que otros personajes de la época como Diego de Guevara y Francisco Núñez, abad de Husillos, el deán Rodrigo Enríquez hubo de pagar 30.000 maravedís a fin de que sus restos mortales pudieran recibir sepultura en la catedral de Palencia, aunque algunos historiadores señalan que también podía tenerse en cuenta a la hora de enterrarse en la catedral el hecho de haber costeado un retablo, reparar una capilla o realizar alguna donación al templo.
Falleció el 2 de febrero de 1465.

## Sepultura

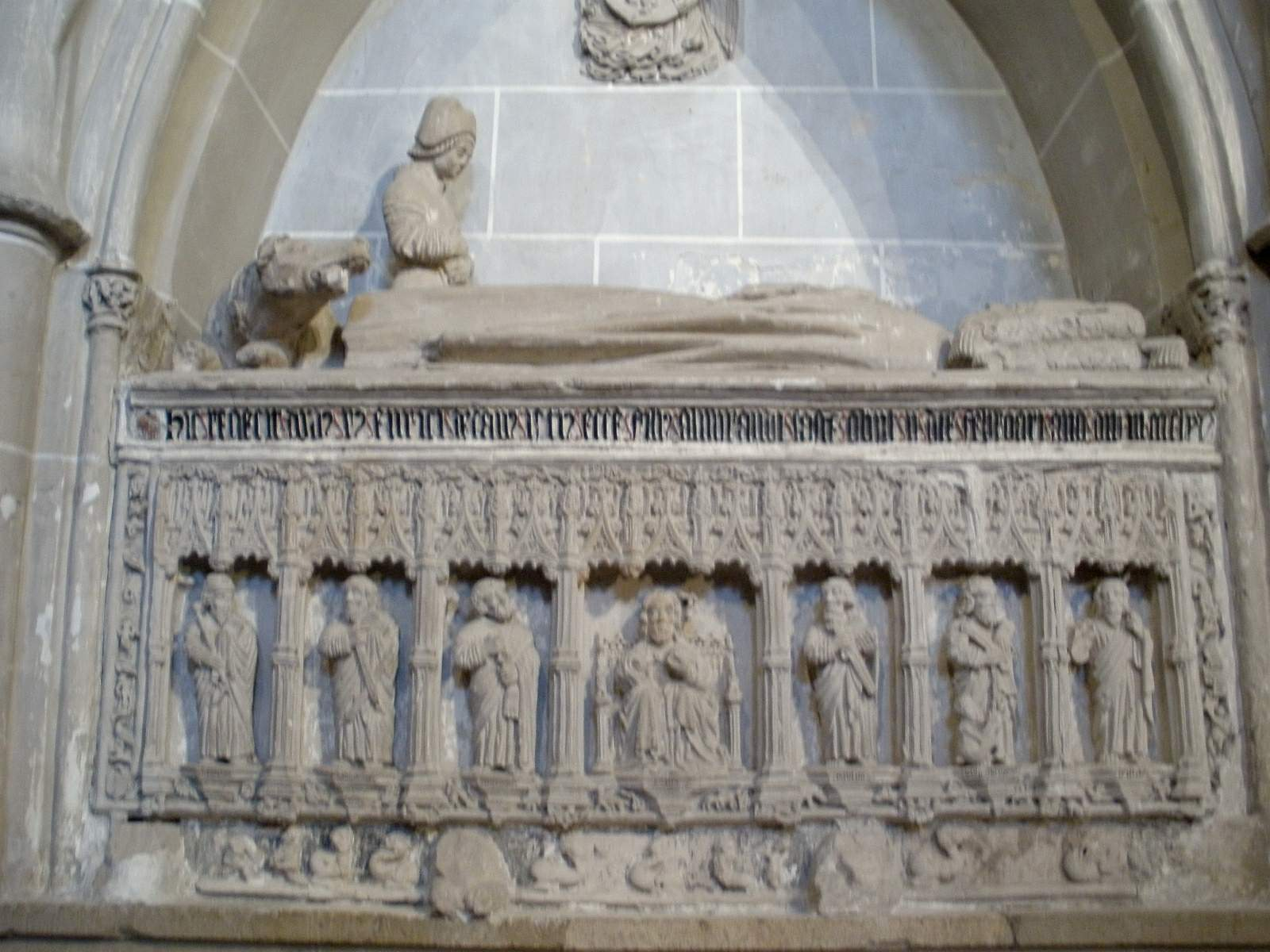
Sepulcro del deán Rodrigo Enríquez. (Catedral de Palencia).

Fue sepultado en la catedral de Palencia, y su sepulcro, que fue realizado por el escultor Alonso de Portillo, se encuentra en el primer tramo del muro exterior del lado del Evangelio de la capilla mayor de la catedral de Palencia y contiene un epitafio latino que traducido al castellano vendría a decir:

Aquí descansa el Señor Don Rodrigo Enríquez decano de esta iglesia, hijo del almirante de Castilla. Murió el día dos de febrero del año del Señor de mil cuatrocientos sesenta y cinco.

El sepulcro del deán Rodrigo Enríquez ha sido calificado por algunos autores como de «mediocre calidad», y de «sencilla composición arquitectónica», aunque también señalan que a pesar de que su estilo es «un poco seco», está compuesto de modo armonioso y permite comprender, debido a sus múltiples elementos, el modo de trabajar empleado en el taller de Alonso de Portillo.

## Descendencia
Hay constancia de que el deán Rodrigo Enríquez tuvo al menos cuatro hijos ilegítimos, aunque Salazar y Acha sólo menciona a dos de ellos, Inés y Fernando:
- Constanza Enríquez. Fue mencionada, como señaló Manuel de Castro y Castro,[47] en el testamento de su abuela, Juana de Mendoza, quien le legó en el mismo diversos bienes.[48]
- Inés Enríquez (nacida c. 1430). Contrajo matrimonio hacia el año 1450 con Fernando de la Carrera, señor de Villaverde de Arcayos, con quien tuvo descendencia.[1]
- Fernando Enríquez (nacido c. 1432). Según Salazar y Acha fue señor de Rodelga y contrajo matrimonio con Marina de Losada, que era hija de García Osorio, señor de la mitad de la Puebla de Sanabria.[1] No obstante, otros autores afirman que contrajo matrimonio con María Barba y fruto de su unión nació Francisco Enríquez, que se casó con María de la Cueva de Valladolid,[47] aunque otros autores aseguran que la esposa de Francisco se llamaba Juana Carrillo y que era hija de Juan Carrillo y de María de la Cuadra de Valladolid.[49][d]
- Enrique Enríquez. Murió degollado.[49]